# 1949—1956 Ford
Автомобили, имеющие непосредственную техническую преемственность с Ford модели 1949 года, выпускались под этой маркой с существенными модернизациями с 1949 по 1956 модельный годы включительно.

## 1949—1951

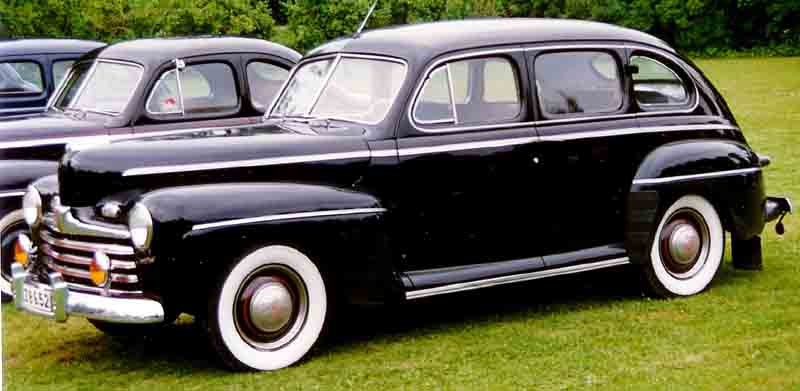
1941-48 Ford

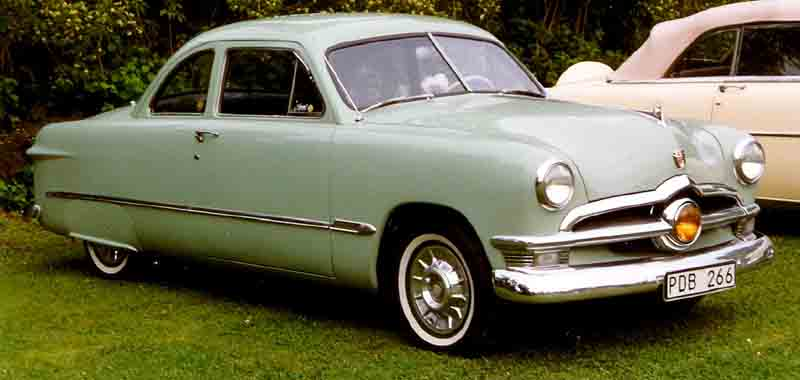
1950 Ford Club Coupe.

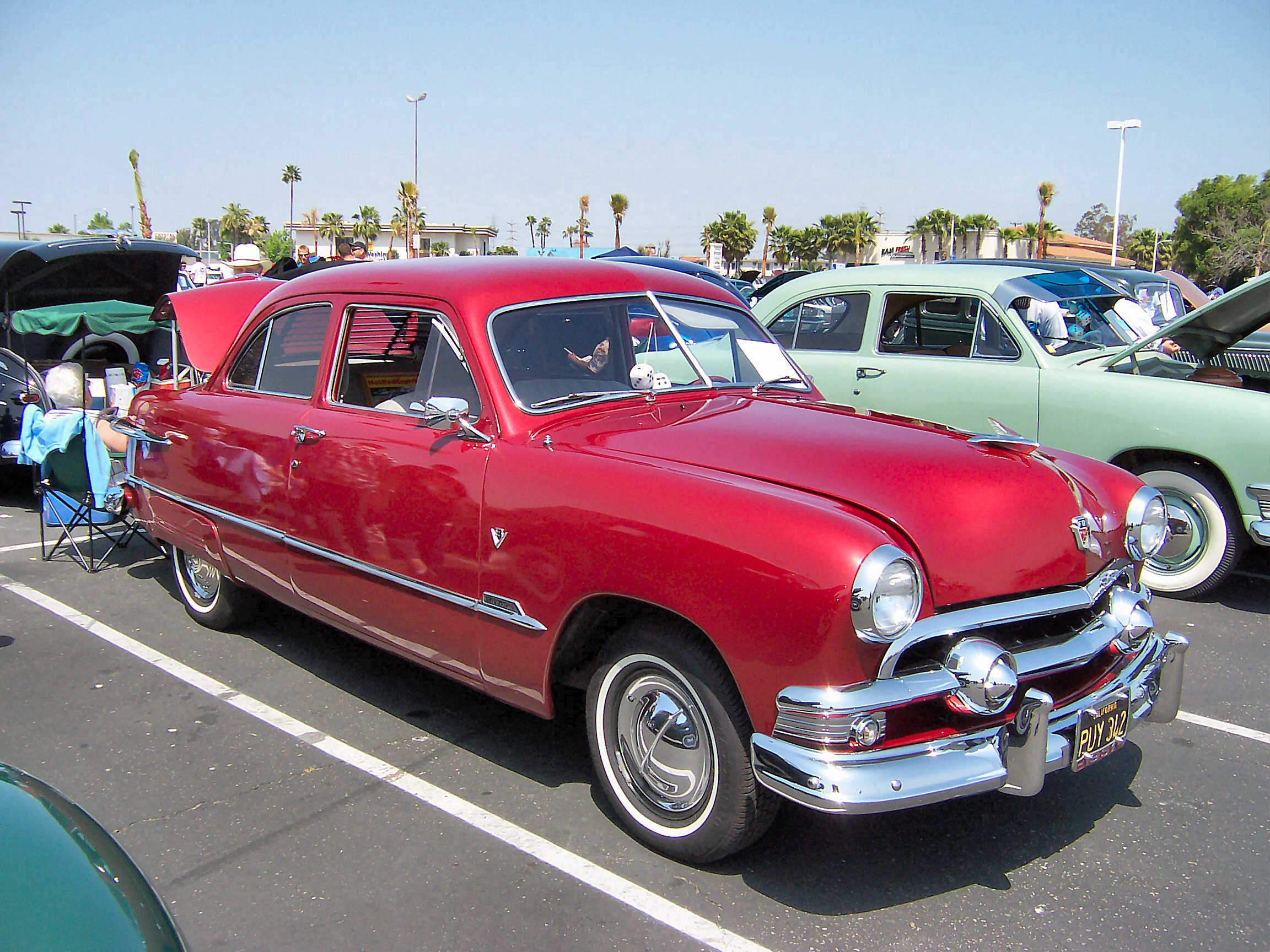
1951 Ford Custom Tudor

В конце 1948 календарного года (1949 модельном году) на смену устаревшей довоенной модели Ford’а пришёл новый автомобиль. Новый руководитель компании — Генри Форд II, пришедший на смену своему деду в 1945 году, и его менеджеры приложили все усилия, чтобы не только исправить положение, но и не допустить повторения этой ситуации в дальнейшем.
В отличие от большинства остальных машин, использовавших в той или иной степени «понтонный» дизайн, он имел кузов с гладкими бортами, безо всяких выштамповок. Поясная линия была объединена с линией понтона, линия капота была понижена, площадь остекления — значительно увеличена. Такая форма кузова стала нормой для большинства американских производителей на протяжении первой половине пятидесятых годов, а как максимум — в 1955 модельном году; до этого времени многие производители (например, Buick, Cadillac, DeSoto) отдавали предпочтение несколько видоизменённой «понтонной» схеме.
Впервые Ford имел переднюю независимую подвеску на витых пружинах (задняя по-прежнему была рессорной), современную конструкцию карданного вала (до этого использовалась так называемый torque tube, — конструкция, восходящая ко временам модели Т), цельнометаллический кузов современной конструкции, гипоидную главную передачу, 16- или 15-дюймовые колеса. Двигатель был максимально смещён вперёд, чтобы высвободить пространство для пассажиров. Автомобиль снабжался либо шестицилиндровым нижнеклапанным 3,7 литровым (226 кубических дюймов по американской классификации) двигателем, развивающим 60 л. с., либо V-образной «восьмёркой» объёмом 3,9 л. (239 кубических дюймов) и мощностью 90 л. с. или 100 л. с.
Автомобиль комплектовался трёхступенчатой механической КПП, а за отдельную плату — автоматически включающимся овердрайвом, то есть повышающей четвёртой передачей, которая сама подключалась при движении на третьей со скоростью более 27 миль в час и отключалась при снижении скорости до 21 мили в час.
Машина выпускалась в двух комплектациях (trim line) — Standard и Custom, различавшихся отделкой салона и хромовым декором. В линию Standard входили модели: четерехдверный Fordor Sedan, двудверный Tudor Sedan, два купе — Club Coupe и Business Coupe; линия Custom включала в себя те же типы кузовов, кроме Business Coupe, заменённого открытым автомобилем — Convertible Club Coupe. Также, к линии Custom относился универсал («woodie wagon») с деревянной отделкой. Универсал был самой дорогой разновидностью машины.
Оборудование Ford 49 года было довольно роскошным по тем временам — в стандарте устанавливалась антенна с электроприводом в правом крыле, часы на панели приборов, коробка передач с рычагом переключения на рулевой колонке; рычаг ручного тормоза находился слева от рулевой колонки под панелью приборов. За отдельные деньги были доступны любые из устанавливавшихся на машину колёс в версии с белыми боковинами (whitewalls).
Ford вернул себе ранее потерянное второе место по объёмам продаж среди американских производителей (которое до этого занимала Chrysler Corporation с маркой Plymouth). В 1950 появилась новая комплектация — Crestliner Sports Sedan — двухдверный седан с двухцветной окраской, призванный конкурировать с двудверными хардтопами Chevrolet. Появился новый двухдверный универсал с деревянной отделкой — Country Squire. Остальные модели были переименованы — Standard стал Deluxe, а Custom — Custom Deluxe. Изменения в конструкции в целом ограничились лёгким рестайлингом облицовки радиатора.
В 1951 году машина получила новую облицовку радиатора, более массивный бампер и опциональную трёхскоростную (две вперёд, одна назад) автоматическую трансмиссию Ford-O-Matic. Появилась новая модель — двухдверный бесстоечный хардтоп-седан Victoria, которая позволила обойти главного конкурента — Chevrolet — по продажам на 10 %.

### Технические характеристики
Радиус поворота 20' 5 1/2" ок. 6500 мм
Двигатель V-8
Тип Нижнеклапанный, с развалом цилиндров 90 градусов
Количество цилиндров 8
Диаметр цилиндра х ход поршня 3 3/16" x 3 3/4" ()
Рабочий объём, куб. дюймов/литров 239.4"/3,9 л.
Максимальная мощность @ оборотах 100 @ 3600
Степень сжатия 6.8 к 1
Шестицилиндровый двигатель
Тип Нижнеклапанный
Количество цилиндров 6
Диаметр цилиндра х ход поршня 3.3" x 4.4" ()
Рабочий объём, куб. дюймов/литров 225.9"/3,7 л.
Максимальная мощность @ оборотах 95 @ 3300
Степень сжатия 6.8 к 1
Стандартная трансмиссия
Тип механика, 3 передачи вперёд, одна назад
Рычаг переключения На рулевой колонке
Передаточные числа:
Первая передача 2.819 к 1
Вторая 1.604 к 1
Третья/прямая 1 к 1
Задний ход 3.625 к 1
Включение передач:
Первая и задняя Не синхронизированые
Вторая и третья Синхронные
Овердрайв/overdrive (опция за доп. плату):
Тип С автоматическим включением
Передаточное число 0.70 к 1
Подключался на скорости 27 миль в час/ ~43 км/ч
Отключался с возвращением на третью прямую передачу на скорости 21 миля в час/~33 км/ч
Главная передача гипоидная
Стандартно — 3,73 к 1 без овердрайва, с овердрайвом — 4,1 к 1. Пара 4,1:1 могла устанавливать на машины без овердрайва как опция. На универсалах без овердрайва — 3,91:1, с овердрайвом — 4,27:1.

## 1952—1954

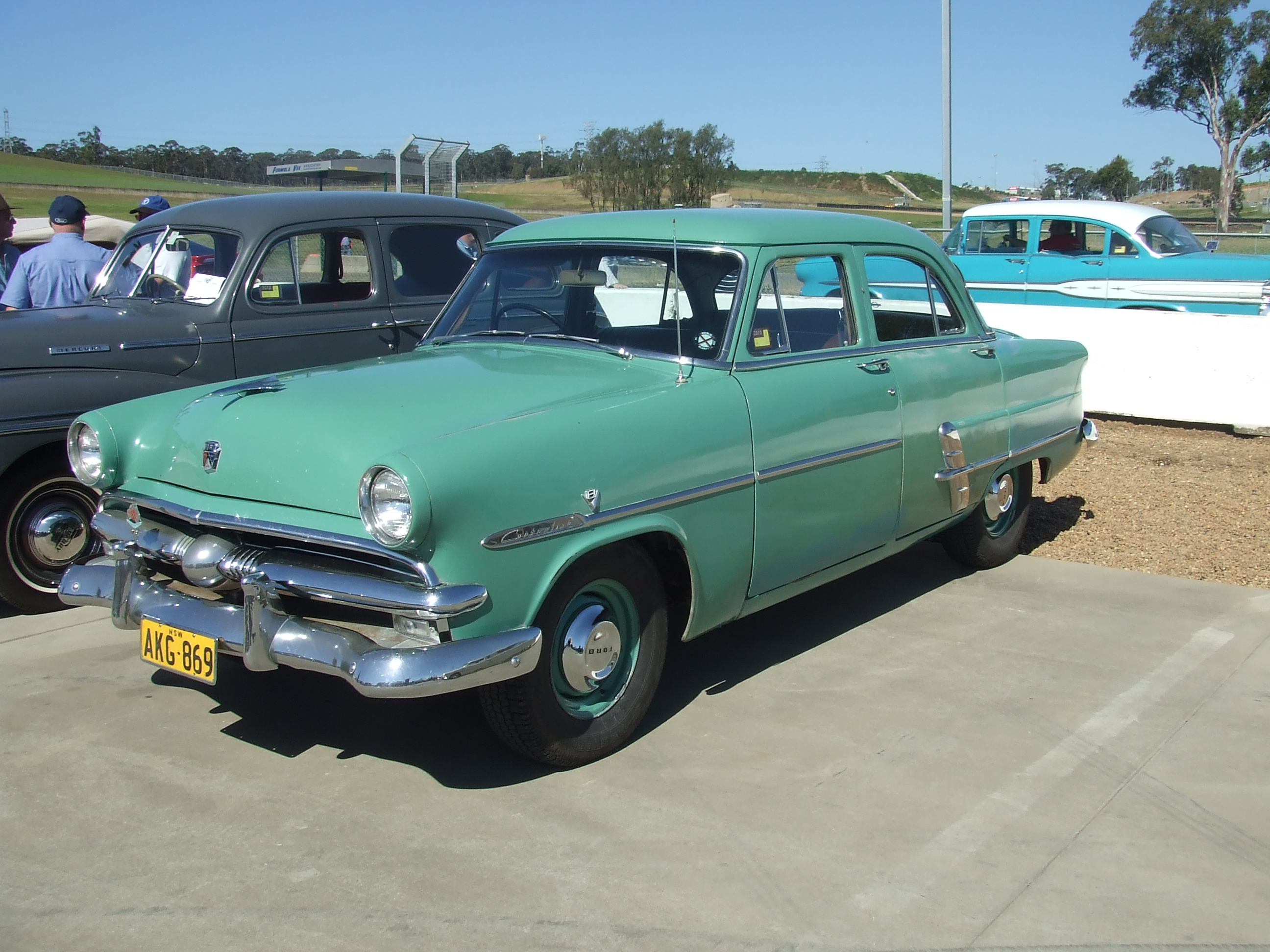
1953 Ford Customline Fordor

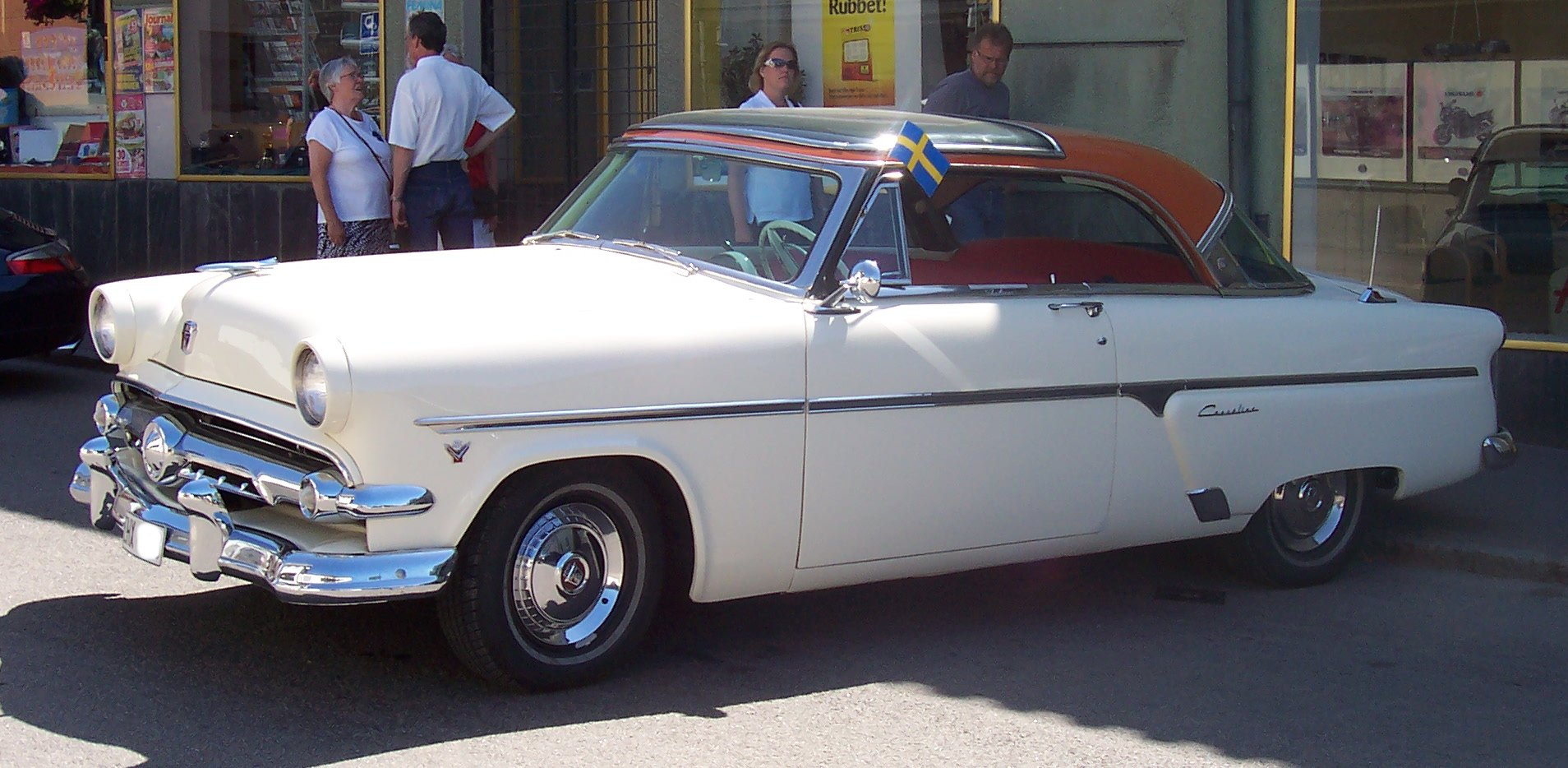
1954 Crestline Victoria Skyliner

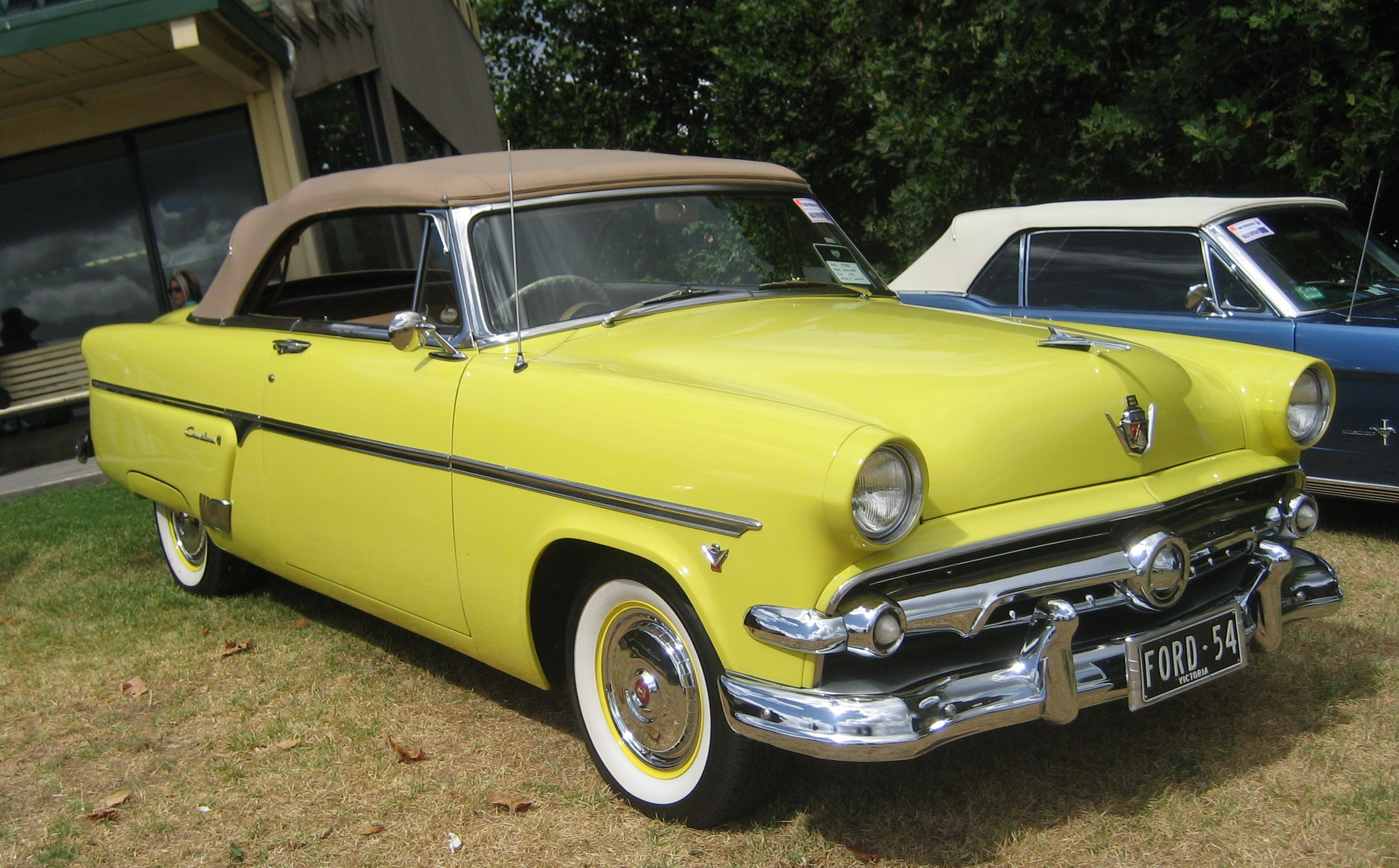
1954 Ford Crestline Skyliner

В соответствии с принятым к тому времени Ford трёхлетним циклом обновления модельного ряда, в 1952 году кузов образца 1949 был заменён на новый. Рамное шасси было немного растянуто в длину, но в целом сохранило свою конструкцию, включая шкворневую переднюю подвеску. Эта платформа (с модернизациями) служила основой для всех легковых автомобилей Ford вплоть до 1956 года включительно.
Все модели Ford разделялись теперь на три «линии» (trim lines — линии отделки): Mainline («основной»), Customline («особый») и Crestline («высший») — соответственно, так назывались базовая, улучшенная и топовая комплектации. Различались они ценой, отделкой кузова и салона. Mainline имел только блестящий поясной молдинг под стёклами дверей, в варианте Customline к нему прибавлялись окантовка лобового стекла и молдинг на боковине, наиболее дорогие модели имели полный оклад лобового стекла, закрывавший также стойки, и ряд дополнительных элементов отделки. Хардтоп Crestline Victoria, универсал Country Squire и кабриолет (convertible) Sunliner считались разновидностью Crestline.
Автомобиль получил новый двигатель — 3,5-литровую (215 куб. дюймов) верхнеклапанную рядную «шестёрку» в 101 л. с. Восьмицилиндровые версии по-прежнему комплектовались старым 3,9 литровым нижнеклапанным V8, теперь мощностью в 110 л. с., но по сути это была «имиджевая» опция — по своим техническим характеристикам V8 не превосходил рядную «шестёрку» (этот двигатель был популярен в основном у тех покупателей, которым требовалось часто использовать автомобиль для буксировки прицепа или дома на колёсах — для всех прочих применений «шестёрка» была не менее пригодна, и при этом существенно более экономична).
Подготовка производства Ford модели 1952-54 годов проходила в условиях «полицейской операции» в Корее, с сопутствующими ей перебоями в поставках чёрного металлопроката, цветных металлов и иных ресурсов, поглощавшихся американской «оборонкой», что ощутимо повлияло на качество выпущенных в те годы автомобилей. Так, в рамках правительственной программы сохранения редких металлов для отделки бамперов вместо гальванического хромирования использовалась альтернативная технология, позволявшая экономить дефицитные никель и хром ценой худшего внешнего вида и меньшей стойкости покрытия. Общее количество блестящего декора было значительно сокращено, в особенности на бюджетных вариантах комплектации, часть хромированных деталей была заменена полированными из алюминия или нержавеющей стали. Ободки фар на всех Ford американской сборки окрашивались под цвет кузова вместо хромировки (на выпущенных в Австралии ободки хромировались, в Америке были популярны как тюнинг). Конструкция кузова была упрощена и облегчена для снижения металлоёмкости, следствием чего стали более низкие живучесть и долговечность. Часть автомобилей вынужденно продолжала оснащаться устаревшими нижнеклапанными моторами, не обеспечивавшими конкурентоспособной динамики и более сложными в обслуживании.
Модель 1953 года отличалась новой решёткой радиатора в виде пухлого горизонтального бруса с массивной «пулей» по центру. Потребитель новинку воспринял не слишком тепло, и в следующем году фирма реинкарнировала с некоторыми изменениями решётку 1952 года.
1953 — последний год, когда на Ford устанавливался нижнеклапанный (flathead) восьмицилиндровый двигатель, восходящий ещё к модели 1932 года. Зато стали доступными за отдельную плату усилители тормозов и рулевого управления, которые раньше были привилегией более дорогих автомобилей Mercury и Lincoln. Также это был последний год, когда универсалы имели натуральную деревянную отделку. В 1954 году бесшкворневую переднюю подвеску стали ставить на все Ford.
Впервые появился новый верхнеклапанный V8 (Ford Y-Block), развивавший 130 л. с. в обычной версии с двухкамерным карбюратором, и впечатляющие по тем временам 160 л. с. в версии с четырёхкамерным карбюратором Holley — эта версия поступала исключительно в полицейские структуры. Правда, по данным испытаний в СССР в Лаборатории Дорожных Испытаний завода ГАЗ, рейтинг базового варианта «восьмёрки» был несколько завышен — реальная мощность верхнеклапанного V8 выпуска 1954 года на стенде составила лишь 113 л. с., а рядной «шестёрки» — 112,5 л. с., таким образом, в данном случае речь опять же шла преимущественно об «имиджевой» опции.
Появилась новая комплектация двудверного хардтопа — Victoria Skyliner, имевшая плексигласовую прозрачную панель в крыше над водительским сидением. Универсал Country Squire теперь имел декор из пластика «под дерево», но по-прежнему был самым дорогим «Фордом».

#### Двигатель
| Тип | Рабочий объём, л. | Мощность, л. с. | Крутящий момент, кг*м | Материал блока цилиндров | Материал ГБЦ | Диаметр цилиндров х ход поршня, мм | Степень сжатия | Литровая мощность, л. с./л. | Порядок работы цилиндров | Расположение клапанов | Обороты холостого хода, об./мин. |
| --- | ----------------- | --------------- | --------------------- | ------------------------ | ------------ | ---------------------------------- | -------------- | --------------------------- | ------------------------ | --------------------- | -------------------------------- |
| I6  | 3,66              | 112,5           | 25                    | Чугун                    | Чугун        | 92х92                              | 7,2            | 30,8                        | 1-5-3-6-2-4              | Верхнее               | 490                              |
| V8  | 3,92              | 113             | 27                    | Чугун                    | Чугун        | 89х78,5                            | 7,2            | 28,8                        | 1-5-4-8-6-3-7-2          | Верхнее               | 490                              |

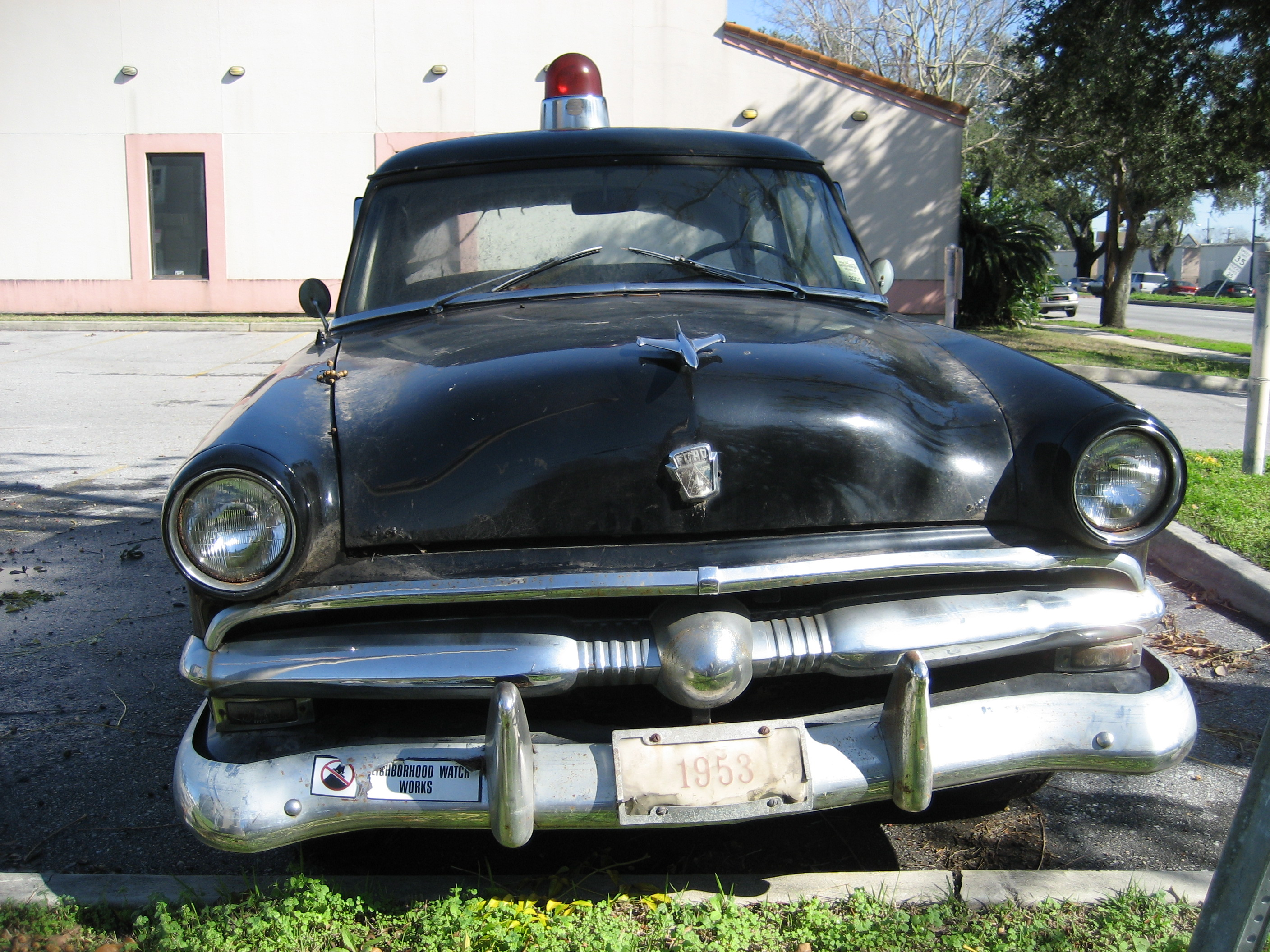
1953 Ford Mainline

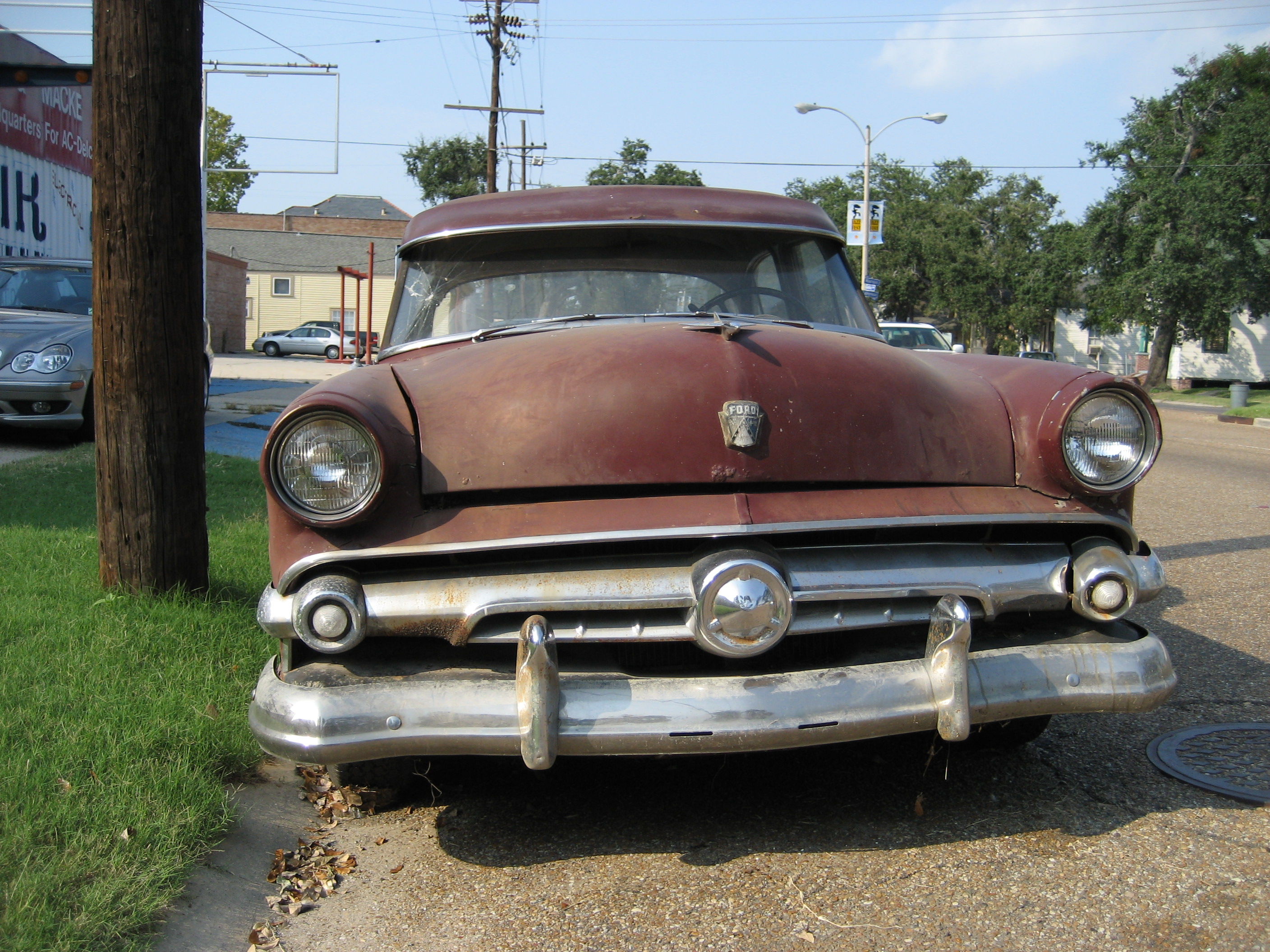
1954 Ford Mainlne

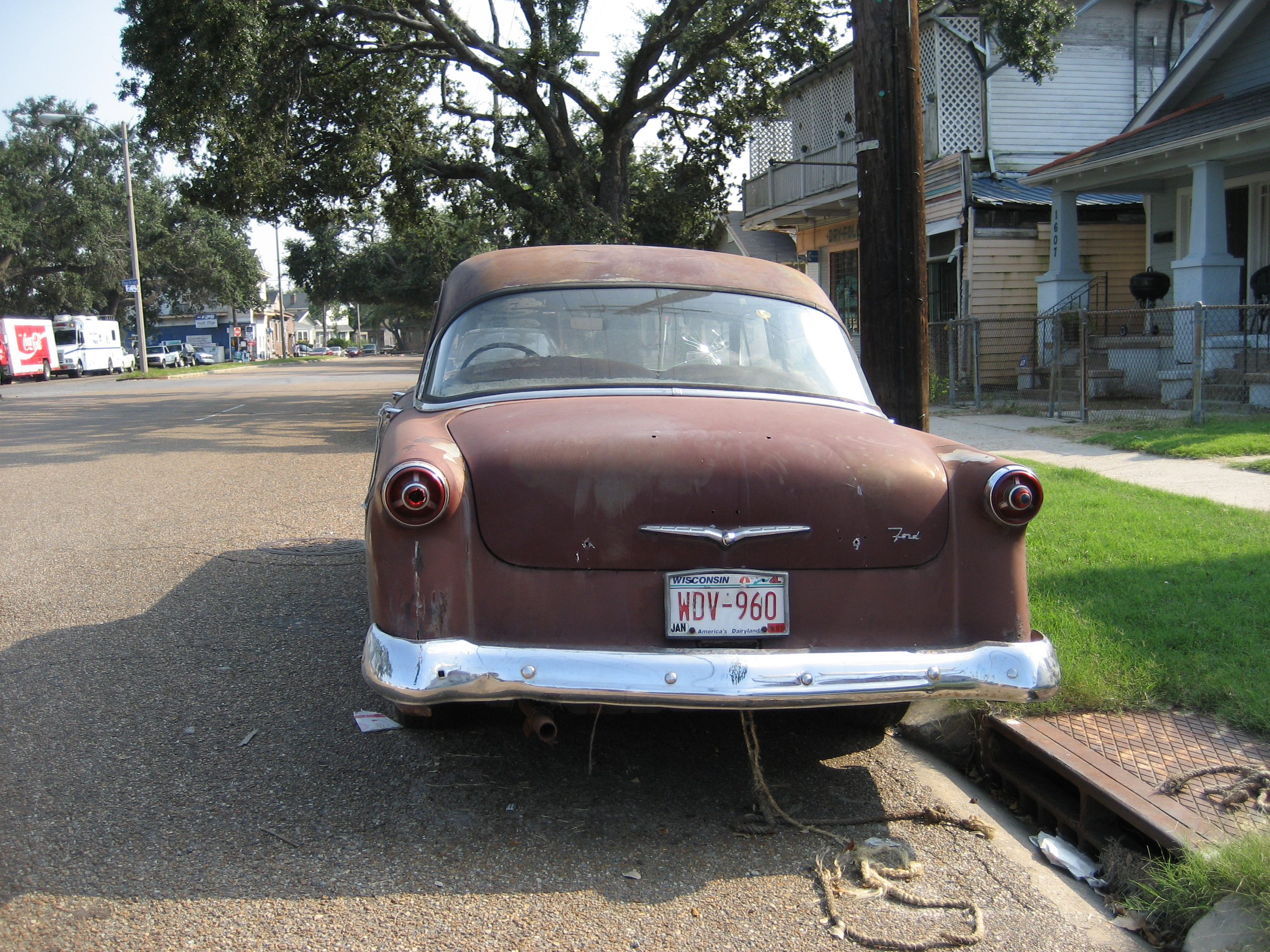
Задняя часть

Система питания: диафрагменный бензонасос с приводом от распредвала, спаренный с пневматическим приводом стеклоочистителя; штампованный бензобак под полом багажного отделения с заправочной горловиной по центру задней панели кузова; карбюратор «Ford» (однокамерный на I6, двухкамерный на V8), с падающим потоком, ускорительным насосом и экономайзером с вакуумным управлением, расположен слева по ходу движения; инерционном-масляный воздушный фильтр.
Система охлаждения: водяная, закрытая, с термостатом в выходном патрубке головки блока и трубчато-пластинчатым радиатором; водяной насос центробежного типа; 3-лопастной вентилятор, установленный на шкиве водяного насоса, привод клиновым ремнём. Система смазки: комбинированная (под давлением и разбрызгиванием); фильтр тонкой очистки очищает часть масла, поступающего от насоса. Электрооборудование: 6 вольт, проводка с «плюсом» на массе. Батарея на 90 ампер-часов, генератор на 35 ампер (FBC 10000A). Свечи зажигания Champion H10, диаметр резьбы 14 мм.

#### Трансмиссия
Силовая передача автоматическая, «Фордоматик». Состоит из гидротрансформатора с коэффициентом трансформации 2,1 при 1500 об./мин., и трёхступенчатой автоматической планетарной КПП. Передаточные числа:
| Передача           | I      | II     | III   | R     |
| ------------------ | ------ | ------ | ----- | ----- |
| Передаточное число | 2,44:1 | 1,48:1 | 1,0:1 | 2,0:1 |

Положения селектора: N, D, L, R, P.
Карданный вал: открытый, трубчатый, с двумя карданными шарнирами, без промежуточной опоры.
Задний мост: литой картер («неразрезной»), штампованная балка; гипоидная главная передача с передаточным отношением 3,54:1; полуразгруженные фланцевые полуоси.

#### Шасси
Рама с лонжеронами коробчатого сечения, 5 поперечин: первая коробчатая, вторая трубчатая, третья К-образная, остальные — П-образные. Кузов крепится к раме винтами. Передняя подвеска бесшкворневая, на витых пружинах с торсионным стабилизатором. Задняя — рессорная, зависимая; рессоры пятилистовые. Амортизаторы — телескопические.
Колёса — штампованные, крепятся на 5 шпилек. Тормоза — барабанные, гидравлические; педаль подвесная. Стояночный тормоз с рукояткой слева от рулевой колонки, приводит колодки задних колёсных тормозов. Рулевое управление — установлено внутри рамы слева, рулевая трапеция задняя.

#### Кузов
Цельнометаллический, закрытый. Передние и задние крылья отъёмные. Капот открывается спереди, рычаг замка расположен снаружи (у решётки радиатора). Имеется предохранитель от случайного открывания. Капот и багажник удерживаются в верхнем положении без стоек.
Багажник, крышка с ключом; ящик для мелких вещей в панели приборов; коврики пола; вакуумный стеклоочиститель с 2 щётками; непрозрачные противосолнечные козырьки; зеркало заднего вида; пепельница; радиоприёмник; отопитель кузова с обогревтелем лобового стекла.

## 1955—1956

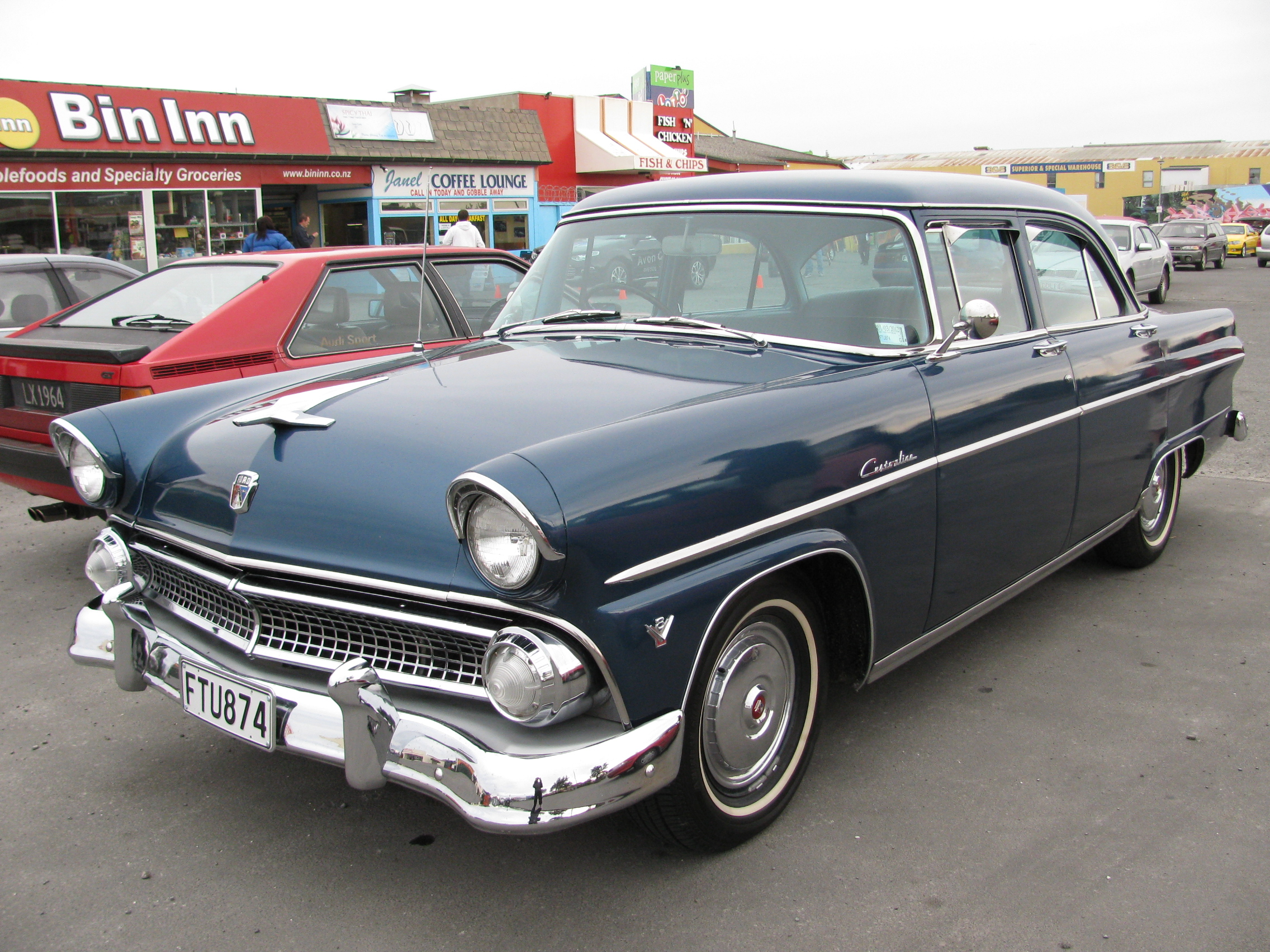
1955 Ford Customline Fordor

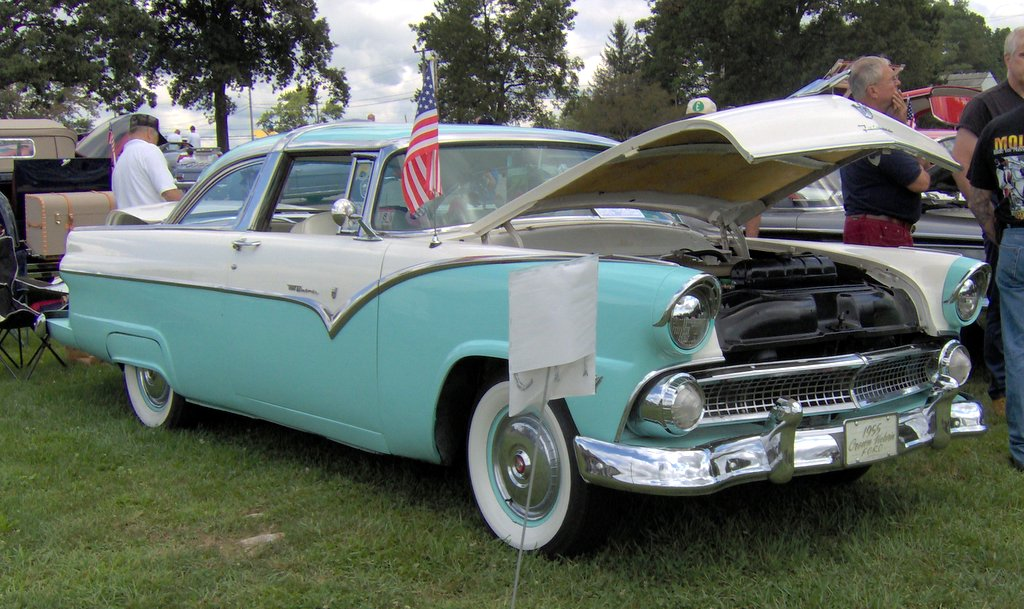
1955 Ford Crown Victoria

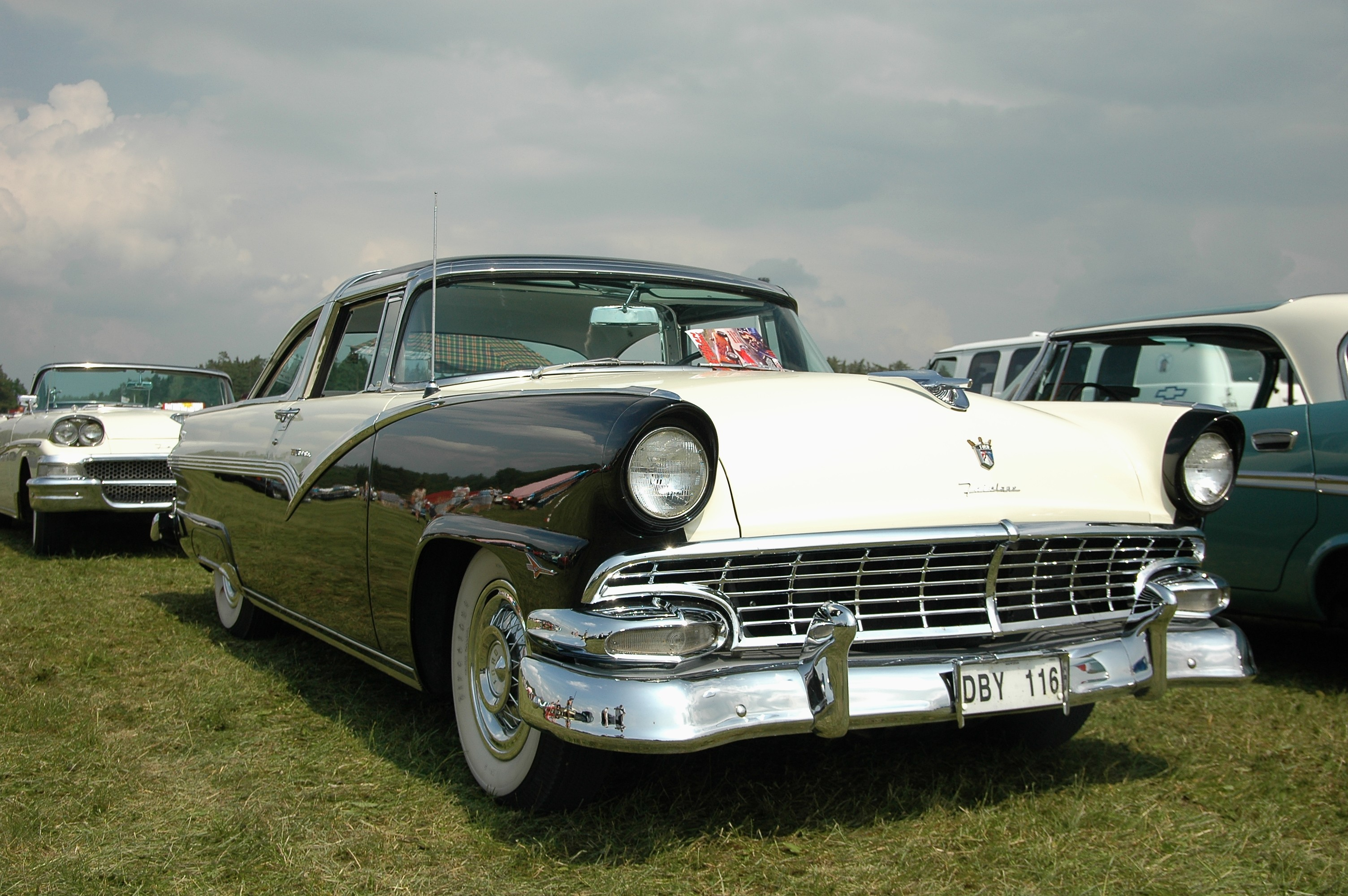
Оформление передка образца 1956 года.

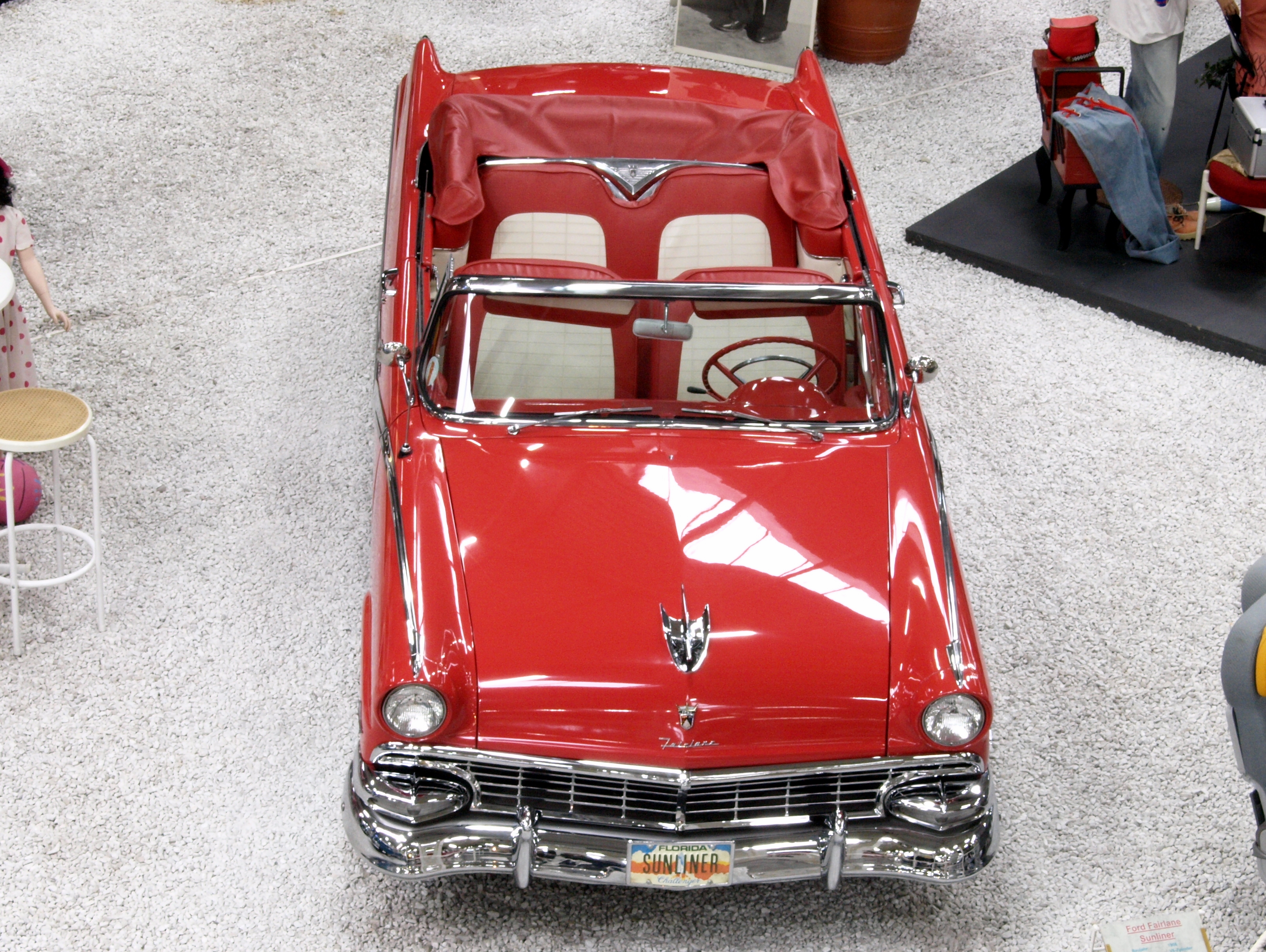
1956 Ford Sunliner.

Ford нового поколения строго говоря представляли собой продукт модернизации предыдущего, в основном затронувшей кузов, включая проём лобового стекла и оперение — при сохранении того же рамного шасси. Они имели изменённое оформление передней части, в котором место горизонтальной облицовки c массивным центральным брусом — стиль первой половины пятидесятых — заняла крупноячеистая решётка (тип «Egg Crate»). Задняя часть также имела изменённые обводы — получила два острых плавника, не выступающих выше поясной линии. Модернизированный Ford получил модное в те годы сильно изогнутое панорамное лобовое стекло, заходящее своими концами на двери, — в том же году такое же появилось на конкурентном Chevrolet.
1955 модельный год знаменателен ещё и появление новой модели среди легковых Ford — Ford Thunderbird. T-Bird был маленьким, по американским меркам (в габаритах современного Ford Focus), но тяжёлым для своего размера и очень мощным двухместным автомобилем, созданным для конкуренции с также только что появившемся Chevrolet Corvette. В отличие от «Корвета», «Сандербёрд» не был настоящим спортивным автомобилем, так как сохранял довольно мягкую подвеску, рассчитанную скорее на комфортабельную езду, чем на хорошую управляемость. Кроме того, по сравнению с «Корветом» и другими спорткарами Thunderbird был намного комфортабельнее и лучше отделан, — в рекламе тех лет тип автомобиля обозначался как «Personal Car», то есть «личный автомобиль».
Именно стилистика T-Bird’а стала основой дизайна всей линии продуктов Ford 1955 года, кроме того, на них стал доступен тот же двигатель, что ставился на Thunderbird (и в свою очередь представлявший собой вариант двигателя, ставившегося на автомобили марки Mercury — другого подразделения компании «Форд», выпускавшего автомобили средней ценовой категории). В свою очередь, Thunderbird в огромной степени базировался на агрегатах серийных «Фордов».
В модельном ряду 1955 года топовый Crestline был заменён моделью Fairlane, названной в честь поместья Форда Fair Lane в штате Мичиган. Модельный ряд состоял из шести комплектаций: двух- или четырёхдверного седана Fairlane, купе Victoria и Crown Victoria (соответственно, хардтопа и стоечного купе; последнее отличалось «короной» — молдингом из нержавеющей стали, опоясывающим крышу), разновидность Crown Victoria Skyliner с плексигласовой секцией в крыше над водительским сидением, кабриолета Sunliner.
Различные модели имели разную высоту крыши — Mainline, Customline и Fairline отличались высокой крышей с традиционной стойкой, Victoria, как и ранее, была двудверным хардтопом с заниженной крышей без центральной стойки, а Crown Victoria имел заниженную крышу с оригинальной центральной стойкой, покрытой хромовой накладкой:
Машина оснащалась теми же двигателями, что и в 1954 году, к которым добавилась «восьмёрка» увеличенного объёма от Thunderbird-а (4,8 литров, 202 л. с.). В 1955 году на Ford впервые можно было заказать систему кондиционирования воздуха, до этого ставившуюся на более дорогие автомобили концерна.
В 1956 году — переход на 12-вольтовую электрику вместо более капризной шестивольтовой. Также, в середине этого года появился четырёхдверный хардтоп Town Victoria, а производство Crown Victoria Skyliner с плестикгласовой прозрачной секцией в крыше было прекращено. В рамках модели Customline появился также двухдверный хардтоп, ранее такой кузов был доступен только на более дорогой модели Fairline.
К 1957 модельному году была подготовлена новая платформа автомобилей Ford. Её кузов отличался не только более современными обводами, но и значительно опущенной относительно мостов рамой, что позволило снизить и общую высоту автомобиля, придать ему вытянутые в длину пропорции (хотя многие детали подвески и рулевого управления перешли на новое поколение без изменений).